# Rhombozoa
La classe dei rombozoi (comprendente anche i dicyemida) racchiude una cinquantina di specie abitanti negli organi escretori dei cefalopodi ed aventi duplice modo di essere nel corso dello sviluppo metagenetico.
Gli adulti vermiformi pullulano nei sacchi urinari dei cefalopodi bentonici e possiedono il tipico aspetto allungato, essendo costituiti da una a 10 cellule assiali oblunghe, circondate da un manicotto di 20-30 cellule cigliate esterne, che rappresentano il soma. Sono organismi osmotrofi, cioè assorbono i liquidi nutritizi attraverso la superficie corporea; sono anche in grado di attirare gli spermatozoi dell'ospite per inglobarli con le cellule del manicotto e digerirli. Inoltre, si nutrono anche di frammenti di cellule e, poiché nelle urine manca l'ossigeno, vivono in anaerobiosi, derivando l'energia di cui abbisognano da processi fermentativi.
La riproduzione asessuata avviene grazie alla presenza di piccole cellule dette assoblasti (germi di cellule assiali), situati nelle cellule assiali ed originatisi dalla divisione di queste, che si dividono in due cellule figlie di dimensioni differenti, la più grande darà luogo alla cellula assiale del nuovo organismo, mentre la più piccola si dividerà mitoticamente costituendo il manicotto esterno. Tale riproduzione agamica si ripete per più generazioni, finché la popolazione dei parassiti non diventa troppo densa. La riproduzione sessuata porta invece alla formazione di larve cigliate infusoriformi, simili ai protozoi infusori. In questo caso gli assoblasti si evolvono in piccole masse di cellule che altro non sono che uova e spermatozoi. Le uova vengono così fecondate da spermi derivati dallo stesso assoblasto o da assoblasti vicini, trasformandosi in larve infusoriformi cigliate microscopiche, che abbandonano la cellula generatrice per portarsi nell'urina dell'ospite per attaccarsi con gli adulti al tessuto renale e lasciandosi poi espellere in mare assieme alle urine stesse, dove adottano la respirazione di tipo aerobio. Due delle 28 cellule che compongono le larve sono ripiene di una sostanza assai pesante che provoca la lenta caduta della larva verso il fondale, dove attendono il passaggio di un cefalopode per entrarvi in contatto, penetrarvi per via sanguigna, e posizionarsi nel rene. Qui si trasforma in un adulto cilindrico di diverso tipo, incapace di produrre larve infusoriformi, avente un asse composto sempre da tre cellule, il quale inizia la produzione di normali individui vermiformi (già descritti) per via agamica, ed il ciclo così si completa.